# Zhu Yaming
Zhu Yaming (né le 4 mai 1994) est un athlète chinois, spécialiste du triple saut.

## Biographie
Il porte son record personnel à 17,17 m le 19 mai 2017 à Jinan, puis, en juillet 2017, il bat Mark Harry Diones pour remporter le titre des Championnats d'Asie à Bhubaneswar, avec la marque de 16,82 m. Le 3 septembre, il termine deuxième des Jeux nationaux avec 17,23 m (record personnel) derrière Dong Bin (même marque).
Finaliste des championnats du monde en salle 2018, et auteur d'un record personnel en salle à 17,35 m le 20 février 2019 à Nankin, il remporte la médaille d'argent aux championnats d'Asie 2019, devancé par l'Ouzbèque Ruslan Kurbanov. Il échoue dès les qualifications lors des championnats du monde 2019 à Doha mais remporte en fin de saison 2019 le titre des Jeux mondiaux militaires à Wuhan.
En 2021, en finale des Jeux olympiques de Tokyo, Zhu Yaming améliore de 17 cm son record personnel en atteignant la marque de 17,57 m à son cinquième essai : il décroche la médaille d'argent derrière le Portugais Pedro Pichardo.
Le 23 juillet 2022, il remporte la médaille de bronze des championnats du monde 2022, à Eugene, en établissant sa meilleure marque de la saison avec 17,31 m. Il est devancé par Pedro Pichardo et Hugues Fabrice Zango.

## Palmarès
| Date | Compétition                    | Lieu        | Résultat | Marque  |
| ---- | ------------------------------ | ----------- | -------- | ------- |
| 2017 | Championnats d'Asie            | Bhubaneswar | 1er      | 16,82 m |
| 2018 | Championnats du monde en salle | Birmingham  | 7e       | 16,87 m |
| 2018 | Jeux asiatiques                | Jakarta     | 11e      | 16,11 m |
| 2019 | Championnats d'Asie            | Doha        | 2e       | 16,87 m |
| 2019 | Jeux mondiaux militaires       | Wuhan       | 1er      | 17,09 m |
| 2021 | Jeux olympiques                | Tokyo       | 2e       | 17,57 m |
| 2022 | Championnats du monde          | Eugene      | 3e       | 17,31 m |
| 2023 | Championnats du monde          | Budapest    | 4e       | 17,15 m |
| 2023 | Jeux asiatiques                | Hangzhou    | 1er      | 17,13 m |
| 2024 | Championnats du monde en salle | Glasgow     | 7e       | 16,72 m |
| 2024 | Jeux olympiques                | Paris       | 10e      | 16,76 m |
| 2025 | Championnats du monde en salle | Nankin      | 2e       | 17,33 m |

## Records
| Épreuve     | Épreuve   | Marque  | Lieu    | Date         |
| ----------- | --------- | ------- | ------- | ------------ |
| Triple saut | Plein air | 17,57 m | Tokyo   | 5 août 2021  |
| Triple saut | En salle  | 17,36 m | Tianjin | 17 mars 2023 |